# Cukrzyk (zbójnik)
Cukrzyk – postać półlegendarna, zbójnik grasujący w XIX wieku na terenie Żywiecczyzny, Orawy oraz dzisiejszego pogranicza polsko-słowackiego.
O samej postaci źródła pisane milczą. Pośrednio dowiadujemy się o nim z akt Żywca, mówiących o wysokich wyrokach (dożywocie) dla jego kochanek: Zofii Ciasnochy z Rycerki Górnej oraz Maryny z Koszarzysk. Najczęściej o tej postaci wspominają podania z okolic Soli, Ujsół i Rycerki. Cukrzyk był zbójnikiem okrutnym i bezwzględnym. Chcąc wydobyć informacje o ukrytych pieniądzach podczas jednego z napadów, ujętego chłopa kazał związać lejcami i - podwiesiwszy pod powałą - przypiekał rozpalonym żelazem, zaś jego żonę kazał przybić za włosy do ściany. Nie unikał także rabowania kościołów - los taki miał spotkać świątynię w słowackim Zborowie, skąd skradł kielichy i monstrancje.